# Sinodendron persicum
Sinodendron persicum es una especie de coleóptero de la familia Lucanidae.

## Distribución geográfica
Habita en Asia.